# Phellinus melanodermus
Phellinus melanodermus är en svampart som först beskrevs av Narcisse Theophile Patouillard, och fick sitt nu gällande namn av M. Fidalgo 1968. Phellinus melanodermus ingår i släktet Phellinus och familjen Hymenochaetaceae.   Inga underarter finns listade i Catalogue of Life.